# Потомки Михаила Черниговского

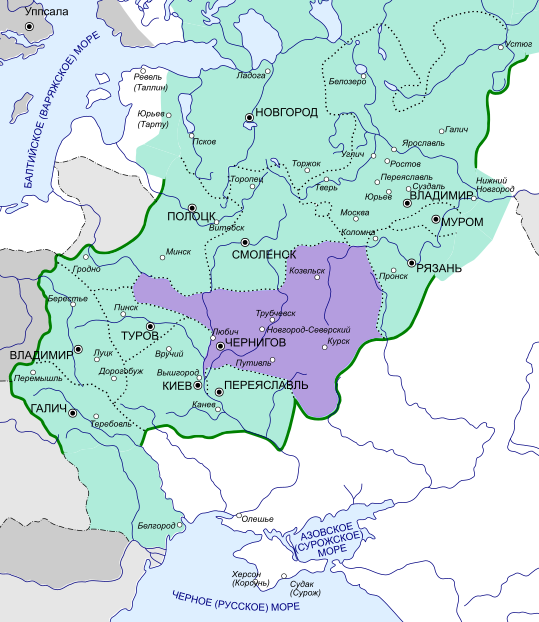
Черниговское княжество на карте Руси (нач. XIII в.)

Потомки Михаила Черниговского — русские князья из чернигово-северской ветви Рюриковичи (Ольговичей). Среди историков нет единого мнения о том, какие именно князья являлись его потомками.
Год рождения Михаила точно неизвестен, брак его родителей был заключён 14 ноября 1179 года. По версии Власьева Г. А., Михаил родился около 1195 года.
Большинством историков считается, что Михаил был в браке единожды, с Еленой, дочерью Романа Галицкого, причём год заключения брака также варьируется от 1188/90 до 1211 года. В зависимости от этого Елена могла быть дочерью Романа от первого брака с Предславой Рюриковной или от второго с Анной.

## Традиционная версия и её критика
Согласно традиционной версии, по Бархатной книге и по родословной росписи поданной в 1682 году в Палату родословных дел, у Михаила было 5 сыновей:
1. Ростислав — упоминается в летописях с 1229 года (6637) был при отце на княжении в Великом Новгороде[5], но при этом не упоминается в родословных верховских князей, составленных в XVI веке.
2. Роман Брянский — княжил в Чернигове и Брянске, от него пошли князья Осовицкие.
3. Семён Глуховский и Новосильский.
4. Мстислав Карачевский.
5. Юрий Тарусский.

Согласно исследованиям М. Е. Бычковой, впервые родословие потомков Михаила Черниговского появилось в Уваровской летописи (создана около 1530 года), где размещено родословие князей Звенигородских. Мстислав там назван вторым сыном Михаила (после Романа Брянского, Ростислав в родословии отсутствует). Также роспись Звенигородских князей содержится в Никоновской летописи (создана в 1526—1530 годах). Возможно, что эти вставки попали в летописи благодаря монаху Иосифо-Волоколамского монастыря Дионисию Звенигородскому.
Также из родословцев известны Мстислав Карачевский, Семён Глуховский и Юрий Тарусский, вместе с Романом якобы с 1246 года владевшие всеми чернигово-северскими землями, за исключением Посемья, хотя и их уделы, и их потомки впервые упоминаются в летописях только в XIV веке, а к середине XIII века по летописям известен десяток других линий Ольговичей, об исчезновении которых ничего не известно. На несоответствие родословных летописным сведениям обратил внимание Н. Баумгартен, который посчитал, что все родословия, возводящие происхождение черниговских князей к Михаилу Всеволодовичу, ошибка или «подлог» составителей родословий.Поскольку действовавшие во 2-й половине XIV века князья в родословных названы сыновьями Мстислава, Семёна и Юрия, а это невозможно хронологически, то историки либо достраивают несколько поколений между ними, либо сдвигают годы жизни родоначальников вперёд, тем самым отделяя их от Михаила Всеволодовича, при этом допуская, что среди их возможных отцов мог быть какой-то другой Михаил.
По мнению Беспалова Р. А., ряд родов при составлении родословных в начале XVI века просто приписали в качестве родоначальника Михаила, канонизированного православной церковью. Причиной указания Михаила Черниговского предком всех верховских князей стала его широкая известность в Русском государстве, особенно после торжественного переноса его мощей из Чернигова. Таким образом, в родословных книгах образовалось колоссальное «племя Михаила Черниговского», к которому относили себя, среди прочих, Долгоруковы, Волконские, Репнины, Горчаковы, Оболенские, Одоевские, Воротынские, Барятинские и все прочие потомки Ольговичей. При этом генетические исследования представителей этого клана, проведённые в XXI веке, показали, что они по мужской линии не происходят от того же предка, что и Мономашичи.

## Ростислав
Ростислав был единственным сыном Михаила Всеволодовича, упоминаемым в летописях. Согласно исследованиям М. Е. Бычковой, впервые родословие потомков Михаила Черниговского появилось в Уваровской летописи (создана около 1530 года), Ростислав в родословии отсутствует).
Дата рождения Ростислава в летописях отсутствует, и разные историки выдвигали разные версии даты его рождения. Филарет (Гумилевский) называл 1219 год, Татищев В. Н. — 1223 год, с первой датой согласен Власьев Г. А., поскольку во время похода на Литву в 1238 году должен был быть уже достаточно взрослым. Келембет С. Н. называет 1227 год, исходя из того, то над Ростиславом был совершён постриг в Новгороде в 1230 году, который производится в трёхлетнем возрасте, и считает Ростислава сыном Михаила от брака (по его версии второгоо) с Еленой Романовной.
После поражения в борьбе за Галич (1245) уехал в Венгрию и получил там от своего тестя, короля Белы IV, небольшие владения. Умер в 1262 году, его потомки также владели землями в Венгрии и Боснии, дочери вышли замуж за представителей европейской знати.

## Роман Старый
Роман считается вторым сыном Михаила Всеволодовича Черниговского и Киевского. Летописи знают только Ростислава и упоминают Романа без отчества. Единственный источник, где указано отчество Романа Михайлович — это сказание об основании Свенского монастыря в 1288 году, но это сказание составлено после 1567 года, и отчество могло быть позаимствовано из родословцев верховских князей XVI века
Власьев Г. А. обратил внимание на то, что дочь Романа Ольга (как считается, внучка Елены Романовны) вышла замуж в 1259 году за Владимира Васильковича волынского, внука Романа Галицкого, хотя династические браки при столь близком родстве не заключались. Власьев разрешил противоречие, считая великого князя черниговского Романа Старого и брянского князя Романа разными лицами, отождествляя второго с Романом Глебовичем из смоленских Ростиславичей, однако эта точка зрения не нашла поддержки среди других историков. В частности, Беспалов Р. А. и Безроднов В. С. считают, что Роман не был сыном Михаила Всеволодовича. Келембет С. Н. считает, что Роман всё же был сыном Михаила Черниговского, но он первой жены, неизвестной, то есть Роман был старшим братом Ростислава.
По летописям известны сыновья Романа Михаил и Олег и дочь Ольга, но также известно, что Ольга была четвёртой дочерью на 1259 год, при том, что убитая в 1241 году в Силезии внучка Михаила Всеволодовича могла также быть дочерью Романа.
Родословие
- Святослав Всеволодович (1194)
  - Всеволод Чермный (1212)
    - Михаил Всеволодович (1246)
      - Роман Старый (1288)

  -  ?
    - Михаил
      - Роман Старый (1288)
        - Михаил Романович
        - Олег Романович

      - Константин

### Вопрос происхождения черниговских князей XIV века Михаила Александровича и Романа Михайловича
Михаил Александрович (князь черниговский) упоминается в Любецком синодике и не упоминается в летописях. Роман Михайлович упоминается с 1370-х годов в Чернигово-Северщине (после её захвата литовским князем Ольгердом) в качестве брянского и черниговского князя и погиб в 1401 году в качестве литовского наместника в Смоленске. Трезубец Романа Михайловича воспроизводит древнюю геральдику старшей ветви черниговских князей XII века.
Преемник Романа Старого (его сын Олег, традиционно отождествляемый с Леонтием — возможно, его братом), оставил престол, оставив двунадесят тем и уйдя в монастырь (конец XIII/начало XIV вв.). Зотов Р. В. считал Михаила внуком Константина Ольговича (род. ок. 1170 года). Существование Константина Ольговича опроверг А. В. Шеков, привлекший данные Введенского синодика, и считает Константина одним лицом с Олегом, а не его сыном (Константин — крестильное имя Олега). Также известно, что сын Александр был у Олега. Горский А. А. усомнился в том, что всего три князя могли занимать великокняжеский черниговский стол на протяжении всего XIV века, и предположил, что Михаил либо не был внуком Константина Ольговича, либо не был отцом Романа Михайловича.
При этом большинство историков считают Михаила и Романа XIV века потомками Романа Старого по мужской линии (Квашнин-Самарин Н. Д., Войтович Л .В., Келембет С. Н., Безроднов В. С.):
- Квашнин-Самарин Н. Д. считал Константина Ольговича не потомком Олега-Константина, а князем XIV века, внуком Романа Старого и дедом Михаила Александровича;
- Войтович Л. В. считает Александра, отца Михаила, сыном Романа Старого;
- Келембет С. Н. считает Александра, отца Михаила, сыном Михаила Романовича брянского (упомянут под 1264 годом, вероятно, умер раньше отца). Как правило потомками Михаила Романовича считаются лишь князья Осовицкие.

Родословие
- Михаил
  - Роман Старый (1288)
    - Михаил Романович
      - Александр
        - Михаил Александрович (князь черниговский)

    - Александр
      - Михаил Александрович (князь черниговский)

  - Константин
    - Александр
      - Дмитрий
      - Михаил Александрович (князь черниговский)

## Верховские княжества

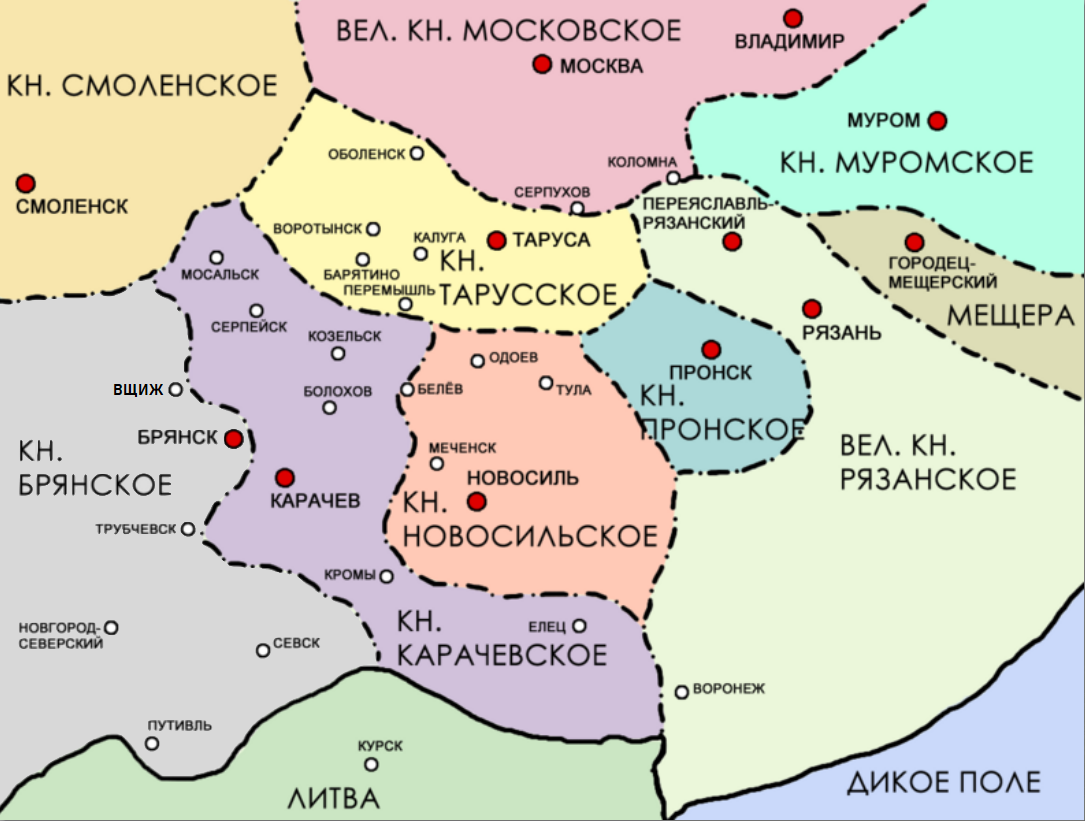
Верховские и соседние княжества в XIV вв.

В родословных XVI века князья, действовавшие во 2-й половине XIV века и известные по летописям, названы внуками Михаила Всеволодовича, что невозможно хронологически. Это Тит Мстиславич козельский, действовавший по крайней мере в 1365 году, Роман Семёнович новосильский (1376) и Константин Юрьевич оболенский (1368). Историки предлагают различные способы разрешения данной ситуации.

### Карачевское княжество
Беспалов Р. А. обратил внимание на то, что в верхнеокском регионе Козельск был более древним княжеским центром, чем Карачев, и считает, что именно козельские князья завладели Карачевом, а не наоборот, и Мстислав мог быть сыном другого Михаила, например Михаила Дмитриевича. Он назван в Любецком синодике великим князем черниговским и считается сыном Дмитрия козельского, погибшего вместе с отцом в первой битве с монголами на реке Калке (1223).
С другой стороны, Квашнин-Самарин Н. Д. и частично Войтович Л. В. обратили внимание на то, что в 1238 году при обороне Козельска от монголов погиб 12-летний князь Василий, что скорее всего означает, что у него уже не было к тому моменту старших родственников. Квашнин-Самарин Н. Д. считает Дмитрия Мстиславича, отца Михаила Дмитриевича черниговского, сыном Мстислав Глебовича.
Мстислав Карачевский упомянут во Введенском синодике. Его сыновьями считаются четыре князя, старший из которых (Святослав) действовал уже в 1309—1310 годах, а младший (Тит) как минимум до 1365 года.
Потомками данной ветви считаются Мосальские, Болховские, Хотетовские, Елецкие, Пузына, Огинские (?).
Родословие
- Святослав Всеволодович (1194)
  - Глеб 1216/19
    - Мстислав Глебович
      - Дмитрий Мстиславич
        - Михаил Дмитриевич (князь черниговский)
          - Мстислав Карачевский

  - Мстислав Святославич (1223)
    - Дмитрий Мстиславич (1223)
      - Михаил Дмитриевич (князь черниговский)
        - Мстислав Карачевский

### Глуховско-Новосильское княжество
В случае с глуховско-новосильскими князьями — в XIV веке действовал не только внук Михаила Черниговского (согласно родословным) Роман, но и его отец Семён. В духовной грамоте великого князя московского Семена Ивановича 1353 года упоминается: «Заберегъ, что есмь купил оу Семена оу Новосильског(о)».
Н. Квашнин-Самарин обратил внимание на то, что в Любецком синодике упоминается князь Михаил и его сын Симеон (позиция 44 синодика). При этом этот Михаил не тождественен Михаилу Всеволодовичу Черниговскому — он упоминается отдельно. На основании этого Квашнин-Самарин сделал вывод о том, что упомянутый Михаил является сыном известного по родословным Симеона Глуховского. И, соответственно, существовало 2 князя: Симеон Михайлович, сын Михаила Всеволодовича Черниговского, и Симеон Михайлович, внук предыдущего и, соответственно, правнук Михаила Черниговского. Эту версию принял и Р. В. Зотов.
Потомками новосильских князей были Белёвские, Воротынские и Одоевские.
Родословие
- Михаил Всеволодович (1246)
  - Семён Глуховский
    - Михаил Глуховский
      - Семён (князь новосильский)

    - Александр Новосильский 1326
      - Семён (князь новосильский)

### Тарусское княжество
С. Н. Келембет указывает, что нельзя полностью игнорировать тот факт, что традиция о происхождении князей Оболенских от Михаила Черниговского в великом княжестве Московском существовала уже в 1490-е годы, а аналогичная традиция у князей Одинцевичей появилась на полвека раньше. Исследователь считает, что Юрий действительно мог быть потомком Михаила Всеволодовича, однако не мог быть его сыном. Он предположил, что у Михаила мог быть сын Юрий, внуком которого был Юрий Тарусский, а в памяти потомков эти 2 князя слились в одно лицо. Подобное «объединение» тезок произошло в родословной Глуховских и Новосильских князей, с той  разницей, что у тех известны по синодикам и летописям князья двух промежуточных звеньев.
Потомками данной ветви считаются Оболенские, Волконские.
Родословие
- Михаил Всеволодович (1246)
  - Юрий
    -  ?
      - Юрий Тарусский
        - Константин Оболенский 1368
        - Семён Юрьевич (князь тарусский)

## Дочери
Дочери Михаила Мария и Евфросинья родились в начале 1210-х годов, были старше всех своих братьев и были рождены либо единственной женой Михаила, либо первой (если их было две).
- Мария Михайловна (ум. 1271) — с 1227 года жена Василько Константиновича Ростовского,
- святая Евфросиния Суздальская, в миру Феодулия.